# Niccolò Radulovich
Niccolò Radulovich (ur. w 1627 w Polignano a Mare, zm. 27 października 1702 w Rzymie) – włoski kardynał.

## Życiorys
Urodził się w 1627 roku w Polignano a Mare. Po studiach uzyskał doktorat utroque iure, a następnie został referendarzem Trybunału Obojga Sygnatur. 9 lutego 1659 roku przyjął święcenia diakonatu, a tydzień później – prezbiteratu. 10 marca został wybrany arcybiskupem Chieti, a sześć dni później przyjął sakrę. 14 listopada 1699 roku został kreowany kardynałem prezbiterem i otrzymał kościół tytularny San Bartolomeo all’Isola. Zmarł 27 października 1702 roku w Rzymie.